# Unterseeboot U-111 (1917)
Pour les autres navires du même nom, voir Unterseeboot 111.
L'Unterseeboot U-111 est un sous-marin de type U 93 de la marine impériale allemande (en allemand : Kaiserliche Marine) pendant la Première Guerre mondiale. Il a pris part à la première bataille de l'Atlantique.
Achevé à Kiel début janvier 1918, il a rejoint la IVe flottille en mars après passage par l'école de Kiel. Il était surveillé en permanence par le Renseignement naval britannique (Room 40), sur lequel sont fondés les rapports sur ses mouvements. Toutes ses opérations ont eu lieu en 1918.

## Conception
Les sous-marins de type U 93 ont été précédés par les sous-marins de type U 87, plus courts. L'U-111 avait un déplacement de 798 tonnes en surface et 1000 tonnes en immersion. Il avait une longueur hors tout de 71,55 m, et 56,05 m pour la coque sous pression, un maître-bau de 6,30 m, une hauteur de 8,25 m et un tirant d'eau de 3,90 m. Le sous-marin était propulsé par deux moteurs de 2400 ch (1800 kW) en surface et par deux moteurs de 1200 ch (880 kW) en immersion. Il avait deux arbres d'hélice et deux hélices de 1,70 m de diamètre. Il était capable de fonctionner jusqu’à 50 mètres.
La vitesse maximale du sous-marin était de 16,4 nœuds (30,4 km/h) en surface et de 8,4 nœuds (15,6 km/h) en immersion. Il pouvait parcourir 9280 milles marins (17190 km) à 8 nœuds (15 km/h) en surface et 50 milles marins (93 km) à 5 nœuds (9,3 km/h) en immersion. L'U-111 était armé de six tubes lance-torpilles de 50 centimètres, quatre à l’avant et deux à l’arrière, de douze à seize torpilles, d’un canon de pont de 10,5 cm SK L/45 et d’un autre de 8,8 cm SK L/30. Il avait un équipage de trente-six hommes : trente-deux matelots et quatre officiers.

## Historique
Le 26 mars, il part pour sa première patrouille de guerre, opérant en mer d'Irlande et à l’entrée ouest de la Manche. Il coule deux steamers et retourne à Kiel le 23 avril. Sa deuxième patrouille a commencé le 27 mai, partant de la baie de Heligoland via Muckle Flugga pour rejoindre l’ouest de la Manche. Il a coulé au moins un navire à vapeur confirmé, et est revenu de la même façon, arrivant au port le 24 juin. Sa troisième patrouille, entre le 25 août et le 29 septembre, s’est effectuée via Fastnet Rock et les îles Scilly en mer d’Irlande, où il a été gêné par les patrouilles anti-sous-marines britanniques et n’a pas remporté de victoire.
Il était le seul sous-marin à avoir un aumônier à bord, le Marinepfarrer Wilhelm Meinhold.
Après l’armistice, l'U-111 s’est rendu le 20 novembre 1918 à Harwich, en Angleterre. Le 7 avril 1919, sous le commandement du lieutenant commander Freeland A. Daubin, il part pour les États-Unis après 12 jours de préparation et d’essais. Sur son mât, le drapeau des États-Unis flottait au-dessus du drapeau de guerre du Reich. Il arrive d’abord à Portland (Maine) le 18 avril 1919, puis à New York le 19 avril 1919. L'U-111 y est amarré au chantier naval de Brooklyn,. L'U-111, ainsi que quatre autres sous-marins allemands capturés et amenés aux États-Unis, ont été utilisés pour promouvoir la vente du prêt Victory Liberty. L'U-111 peut être vu sur YouTube dans un court métrage tourné après son arrivée.
L'U-164 était censé arriver aux États-Unis, mais il a été trouvé dans un si mauvais état que l'U-111 l’a remplacé. Les autres navires qui ont été transférés aux États-Unis étaient l'U-117, l'U-140, l'UB-88, l'UB-148 et l'UC-97. Tous ont navigué vers l’Amérique du Nord par leurs propres moyens, sauf l'U-140 qui a été remorqué. Ces sous-marins figuraient dans les registres de la Marine américaine comme étant l'Ex-German Submarine Expeditionary Force.
Au début de septembre 1919, l'U-111 a effectué un test comparatif avec le sous-marin américain USS S-3 (SS-107). On a constaté que « le bateau américain est plus rapide, a un rayon d'action plus grand et est beaucoup plus habitable que les bateaux allemands. Les officiers de la marine sont d’avis que le sous-marin américain est le plus apte à naviguer,.
Au cours de la période d’octobre 1919 à avril 1920, l'U-111 a été utilisé pour des expériences sur l’efficacité de sa mécanique au large des côtes de la Floride et de Cuba. Au cours de ces essais, il a atteint des vitesses supérieures à celles indiquées dans les résultats de l’essai comparatif. Il a atteint 17,08 nœuds en surface, et la vitesse en immersion était supérieure de presque un nœud à ce que les Allemands ont pu atteindre. Le sous-marin a parcouru plus de 11000 milles marins, il n’y a pas eu de problèmes pendant son fonctionnement et la seule maintenance effectuée était de nature routinière (nettoyage, peinture, etc.). Il s’est ensuite rendu à Portsmouth (New Hampshire) pour y être désarmé et détruit.
Les derniers jours du U-111 sur les mers devaient se terminer en 1921. Le 18 juin 1921, alors qu’il était remorqué de Portsmouth (New Hampshire) pour être utilisé comme navire cible pour des bombardements aériens par des avions, il commença à prendre l’eau. Le navire a coulé à environ trois milles au large de la côte du cap Henry (Virginie), bien avant les 50 milles au large où devaient avoir lieu les essais. La poupe du sous-marin restait hors de l’eau,. Considéré comme un danger pour la navigation, il a été renfloué le 14 août 1922 par l’USS Falcon, placé sur une barge et ramené au chantier naval de Norfolk, où il a coulé à nouveau dans la cale sèche numéro 3 avant que l’eau ne puisse être pompée,,. Le sous-marin a été remis à flot une fois de plus, réparé et il est parti le 30 août 1922 pour son dernier voyage en mer. L'U-111 a été coulé le 31 août 1922. Ses écoutilles ont été ouvertes et l'USS Falcon a déclenché une charge de profondeur sur le sous-marin. Ses restes se trouvent à environ 400 pieds sous la surface, près du phare Winter Quarters Shoal le long de la côte de la Virginie,.
Le site exact de l’épave de l'U-111 avait été oublié jusqu’au 5 septembre 2022, lorsque des chercheurs d’épaves ont identifié l'U-111 à l’aide d’un véhicule sous-marin téléopéré à 40 milles au large de la côte de la Virginie.

## Affectations
- Flottille IV : de date de début inconnue au 11 novembre 1918.
- Marine des États-Unis : du 25 mars 1919 au 31 août 1922.

## Commandants
- Kapitänleutnant Hans Beyersdorff [25] : du 30 décembre 1917 au 11 novembre 1918.
- Lieutenant commander Freeland A. Daubin : 1919.
- Lieutenant commander Garnet Hulings : de 1919 à date de fin inconnue.

## Navires coulés
| Date         | Nom                | Nationalité | Tonnage | Destin,                |
| ------------ | ------------------ | ----------- | ------- | ---------------------- |
| 7 avril 1918 | Boscastle          | Royaume-Uni | 2346    | Coulé par torpille     |
| 28 mai 1918  | Dronning Margrethe | Danemark    | 393     | Coulé au canon de pont |
| 22 juin 1918 | Rana               | Norvège     | 272     | Coulé au canon         |